# Villotte-sur-Aire
Pour les articles homonymes, voir Villotte (homonymie).
Villotte-sur-Aire, souvent abrégé en Villotte,  est une commune française située dans le département de la Meuse, en région Grand Est. .

## Géographie

### Localisation
Villotte-sur-Aire’ est un village de Lorraine situé à vol d'oiseau à 16 km au nord-est de Bar-le-Duc, 324 km au sud de Verdun, 53 km à l'ouest de Pont-à-Mousson et 15 km de Saint-Mihiel, 46 km au nord-ouest de Toul et 19 km au nord de Ligny-en-Barrois.
La commune se trouve dans la zone d'emploi de Bar-le-Duc et le bassin de vie de Saint-Mihiel

### Communes limitrophes
Les communes limitrophes sont  Belrain, Gimécourt, Kœur-la-Petite, Levoncourt, Rumont, Rupt-devant-Saint-Mihiel, Ville-devant-Belrain et Érize-la-Brûlée.
| Ville-devant-Belrain | Ville-devant-Belrain | Rupt-devant-Saint-Mihiel |
| Ville-devant-Belrain | Villotte-sur-Aire    | Gimécourt                |
| Érize-la-Brûlée      | Gimécourt            | Gimécourt                |

### Géologie et relief
La superficie de la commune est de 1 396 km2 ; son altitude varie de 257  à   362 mètres.

### Hydrographie

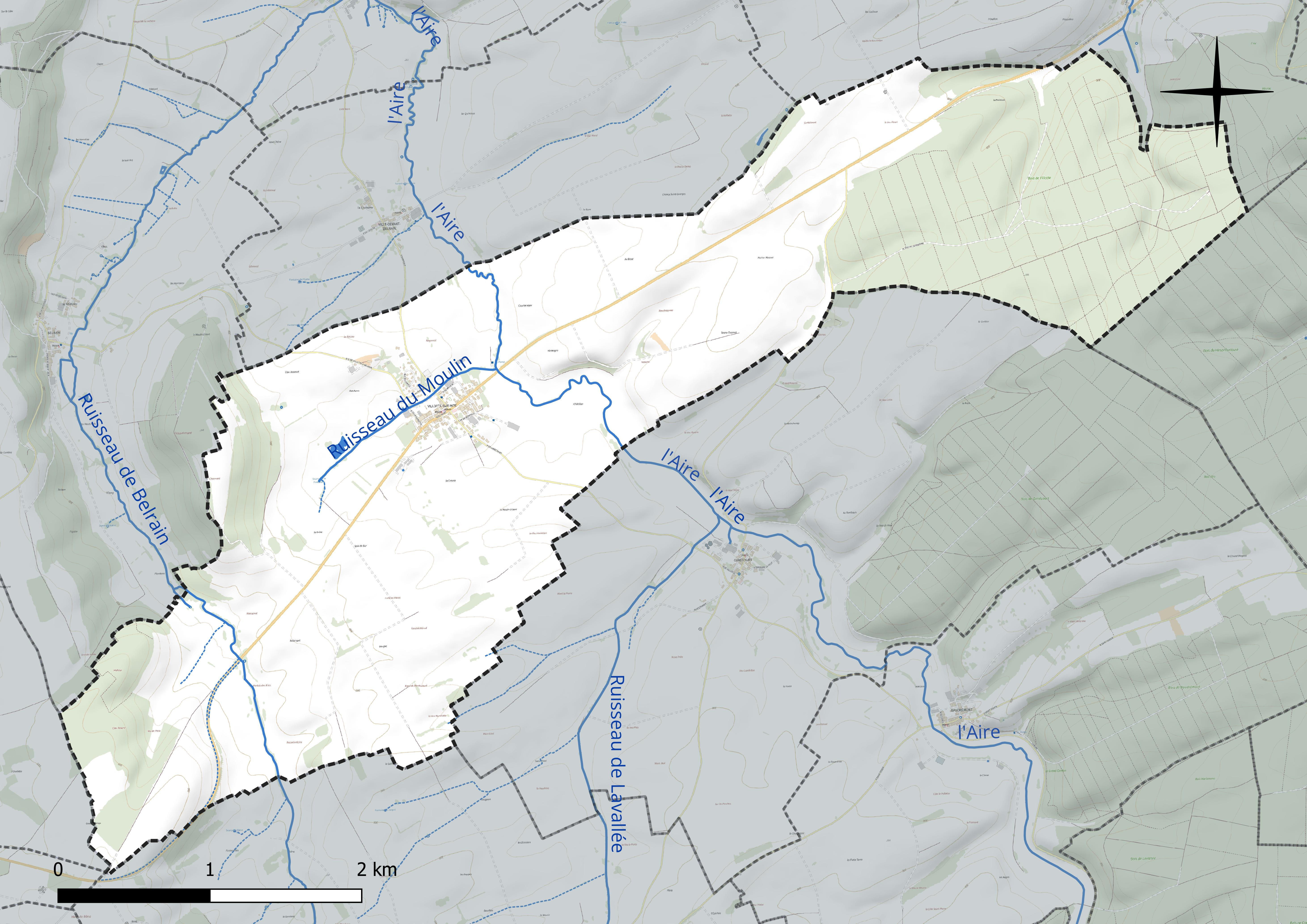
Réseau hydrographique de Villotte-sur-Aire.

La commune est traversée par la ligne de partage des eaux entre les bassins versants de la Meuse et de la Seine au sein respectivement du bassin Rhin-Meuse et du bassin Seine-Normandie.
Elle est drainée par l'Aire, le ruisseau de Belrain, le ruisseau du Moulin et le Fossé de la Vau Munelotte,.
L'Aire, d'une longueur de 125 km, prend sa source dans la commune de Saint-Aubin-sur-Aire, à 324 m d'altitude, et se jette  dans l'Aisne, en rive droite à Senuc, à 104 m d'altitude, après avoir traversé 36 communes.

### Climat
Pour des articles plus généraux, voir Climat du Grand Est et Climat de la Meuse.
En 2010, le climat de la commune est de type climat de montagne, selon une étude du Centre national de la recherche scientifique s'appuyant sur une série de données couvrant la période 1971-2000. En 2020, Météo-France publie une typologie des climats de la France métropolitaine dans laquelle la commune est exposée à un climat océanique altéré et est dans la région climatique Lorraine, plateau de Langres, Morvan, caractérisée par un hiver rude (1,5 °C), des vents modérés et des brouillards fréquents en automne et hiver.
Pour la période 1971-2000, la température annuelle moyenne est de 9,7 °C, avec une amplitude thermique annuelle de 16,1 °C. Le cumul annuel moyen de précipitations est de 1 030 mm, avec 13,9 jours de précipitations en janvier et 9,8 jours en juillet. Pour la période 1991-2020, la température moyenne annuelle observée sur la station météorologique de Météo-France la plus proche, « Chaumont_sapc », sur la commune de Chaumont-sur-Aire à 10 km à vol d'oiseau, est de 10,8 °C et le cumul annuel moyen de précipitations est de 850,0 mm. 
La température maximale relevée sur cette station est de 41,1 °C, atteinte le 25 juillet 2019 ; la température minimale est de −15,5 °C, atteinte le 20 décembre 2009,,.
Les paramètres climatiques de la commune ont été estimés pour le milieu du siècle (2041-2070) selon différents scénarios d'émission de gaz à effet de serre à partir des nouvelles projections climatiques de référence DRIAS-2020. Ils sont consultables sur un site dédié publié par Météo-France en novembre 2022.

## Urbanisme

### Typologie
Au 1er janvier 2024, Villotte-sur-Aire est catégorisée commune rurale à habitat dispersé, selon la nouvelle grille communale de densité à sept niveaux définie par l'Insee en 2022.
Elle est située hors unité urbaine et hors attraction des villes,.

### Occupation des sols

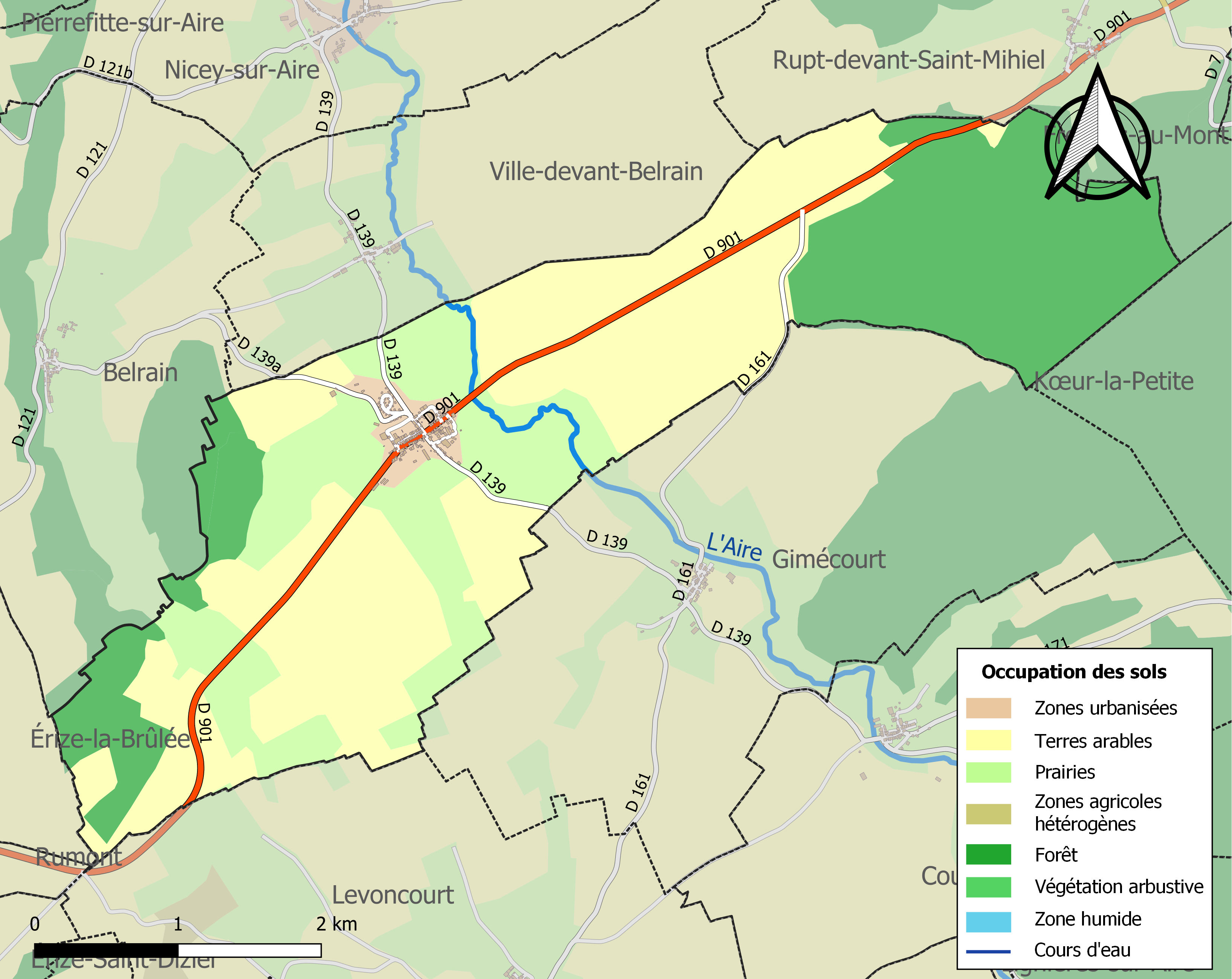
Carte des infrastructures et de l'occupation des sols de la commune en 2018 (CLC).

L'occupation des sols de la commune, telle qu'elle ressort de la base de données européenne d’occupation biophysique des sols Corine Land Cover (CLC), est marquée par l'importance des territoires agricoles (67,4 % en 2018), une proportion sensiblement équivalente à celle de 1990 (68 %).
La répartition détaillée en 2018 est la suivante : terres arables (46,4 %), forêts (30,1 %), prairies (21 %), zones urbanisées (2,4 %).
L'évolution de l’occupation des sols de la commune et de ses infrastructures peut être observée sur les différentes représentations cartographiques du territoire : la carte de Cassini (XVIIIe siècle), la carte d'état-major (1820-1866) et les cartes ou photos aériennes de l'IGN pour la période actuelle (1950 à aujourd'hui).

### Énergie
Une chaufferie à bois déchiqueté alimente depuis 2004 les bâtiments communaux (sauf l'église et le prebytère) et de l'office HLM au moyen d'un réseau de chaleur,.

## Toponymie
Le nom de la localité est attesté sous les formes Vileta (1106) ; Villota (1135) ; Vilette-devant-Biaurain (1259) ; Villeta-ante-Bellum-Ramum (1402) ; Villotte (1579) ; Villotte-devant-Belrain (1656) ; Villette-devant-Berlain (1700) ; Villula (1711) ; Villotte-devant-Saint-Mihiel ; Villotte-devant-Saint-Mihiel en 1801 . La commune prend sa dénomination actuelle en 1925.

De l'oïl villette « petite maison des champs » ou « très petite ville ».
L'Aire est une rivière française, dans les départements de la Meuse et des Ardennes.

## Histoire

### Antiquité
Du 10 avril au 9 mai 1981, au lieu-dit Au Cimetière, des fouilles effectuées pour le compte de la Direction des Antiquités Historiques de Lorraine mettent au jour une nécropole et une dizaine de fosses d'habitat qui semblent appartenir à la période gallo-romaine précoce. Ces vestiges avaient été révélés lors de labours profonds[réf. nécessaire].

### Ancien Régime
- Pour le spirituel : du diocèse de Toul, de l'archidiaconé de Ligny et du doyenné de Belrain.
- Pour le temporel : Barrois mouvant, bailliage et prévôté de Bar-le-Duc.

### Époque contemporaine
Durant la Première Guerre mondiale, Villotte, de par sa proximité avec le front du Saillant de Saint-Mihiel, est devenu un village de garnison. Pendant toute la durée des hostilités, le village a accueilli un nombre important d'unités combattantes ainsi qu'un important dispositif sanitaire, puisqu'au fil des ans le service de santé des armées a mis en place un hôpital de campagne qui comportait, en 1918, près de 450 lits.
Au début de la Seconde Guerre mondiale, lors de la bataille de France, de farouches combats se déroulent le 16 juin 1940 dans le village évacué de ses habitants entre les troupes allemandes et les troupes françaises qui tentent désespérément de traverser la Meuse. Bombardé par l'artillerie allemande, une partie du village est détruite : sur les 120 habitations du village, 31 sont totalement détruites et 12 endommagées mais réparables. À la Libération, Villotte figure sur la liste des 55 communes sinistrées de la Meuse.
En 1972, la commune, instituée par la Révolution française, absorbe celles de Belrain, Gimécourt, Rupt-devant-Saint-Mihiel et  Ville-devant-Belrain, qui retrouvent leur autonomie communale en 1987.

## Politique et administration

### Rattachements administratifs et électoraux

#### Rattachements administratifs
La commune se trouve dans l'arrondissement de Commercy du département de la Meuse.
Elle faisait partie depuis 1793 du canton de Pierrefitte-sur-Aire. Dans le cadre du redécoupage cantonal de 2014 en France, cette circonscription administrative territoriale a disparu, et le canton n'est plus qu'une circonscription électorale.

#### Rattachements électoraux
Pour les élections départementales, la commune fait partie depuis 2014 du canton de Dieue-sur-Meuse.
Pour l'élection des députés, elle fait partie de la première circonscription de la Meuse.

### Intercommunalité
Villotte-sur-Aire était membre de la petite communauté de communes Entre Aire et Meuse, un établissement public de coopération intercommunale (EPCI) à fiscalité propre créé en 2000 et auquel la commune avait transféré un certain nombre de ses compétences, dans les conditions déterminées par le code général des collectivités territoriales.
Dans le cadre des dispositions de la loi portant nouvelle organisation territoriale de la République du 7 août 2015, qui prévoit que les établissements publics de coopération intercommunale (EPCI) à fiscalité propre doivent avoir un minimum de 15 000 habitants, cette intercommunalité a fusionné avec la communauté de communes de Triaucourt Vaubecourt pour former, le 1er janvier 2017, la communauté de communes De l'Aire à l'Argonne, dont est désormais membre la commune.

### Liste des maires
| Période                                  | Période                        | Identité                   | Étiquette | Qualité                                                         |
| ---------------------------------------- | ------------------------------ | -------------------------- | --------- | --------------------------------------------------------------- |
| Les données manquantes sont à compléter. |                                |                            |           |                                                                 |
| 1664                                     | 1667                           | Marc Viard                 |           |                                                                 |
| 1695                                     | 1695                           | Claude Collin              |           |                                                                 |
| 1710                                     | 1710                           | Fery Viard                 |           |                                                                 |
| 1736                                     | 1752                           | Nicolas Montardier         |           |                                                                 |
| 1752                                     | 1752                           | Nicolas Hardy              |           |                                                                 |
| 1753                                     | 1768                           | Nicolas Montardier         |           |                                                                 |
| 1769                                     | 1769                           | Didier Billoz              |           |                                                                 |
| 1769                                     | 1784                           | Dominique Herbillon        |           |                                                                 |
| 1787                                     | 1787                           | Nicolas Montardier         |           |                                                                 |
| 1788                                     | 1788                           | Didier Thiebaud            |           |                                                                 |
| 1788                                     | 1789                           | Nicolas Varnusson          |           |                                                                 |
| 1792                                     | 1794                           | Christophe Mercier         |           |                                                                 |
| 1801                                     | 1801                           | Nicolas Montardier         |           |                                                                 |
| 1804                                     | 1806                           | Étienne Millot             |           |                                                                 |
| 1809                                     | 1809                           | Nicolas Montardier         |           |                                                                 |
| 1810                                     | 1810                           | Étienne Millot             |           |                                                                 |
| 1810                                     | 1813                           | Jean Joseph Rampont        |           |                                                                 |
| 1813                                     | 1813                           | Étienne Millot             |           |                                                                 |
| 1814                                     | 1814                           | Jean Montardier            |           |                                                                 |
| 1815                                     | 1821                           | Jean Nicolas Varnusson     |           |                                                                 |
| 1821                                     | 1831                           | Étienne Millot             |           |                                                                 |
| 1831                                     | 1838                           | Benoît Badier              |           |                                                                 |
| 1838                                     | 1843                           | Claude Hardy               |           |                                                                 |
| 1843                                     | 1855                           | Benoît Badier              |           |                                                                 |
| 1855                                     | 1871                           | Étienne Adolphe Raulx      |           | Conseiller général de Pierrefitte-sur-Aire (1880 → 1886)        |
| 1871                                     | 1876                           | Claude Nicole Bouquet      |           |                                                                 |
| 1876                                     | 1884                           | Étienne Adolphe Raulx      |           | Conseiller général de Pierrefitte-sur-Aire (1880 → 1886)        |
| 1884                                     | mai 1908                       | Alexandre Louis Devilliers |           |                                                                 |
| mai 1908                                 | décembre 1919                  | Charles Edmond Lalmand     |           |                                                                 |
| décembre 1919                            | avril 1930                     | René Leblan                |           |                                                                 |
| avril 1930                               | octobre 1949                   | Gustave Hubert Saintin     |           |                                                                 |
| octobre 1949                             | mai 1950                       | Jean Polmard               |           |                                                                 |
| mai 1950                                 | mai 1959                       | Gaston Polmard             |           |                                                                 |
| mai 1959                                 | mars 1971                      | Pol Leblan                 |           |                                                                 |
| mars 1971                                | janvier 1973                   | Charles Ruzé               |           |                                                                 |
| janvier 1973                             | février 1986                   | Jean Decheppe              | Droite    | Conseiller général de Pierrefitte-sur-Aire (1970 → 1985)        |
| février 1986                             | janvier 1988                   | Bernard Dedieu             |           |                                                                 |
| janvier 1988                             | mars 1988                      | Maurice Polmard            |           |                                                                 |
| mars 1988                                | mars 2001                      | Ernest Rimlinger,          | Droite    |                                                                 |
| mars 2001                                | avril 2007                     | Michel Jeanvoine           | PS        | Mort en fonction                                                |
| avril 2007                               | octobre 2022                   | Nathalie Meunier           |           | Démissionnaire                                                  |
| novembre 2022                            | En cours (au 30 novembre 2023) | Christine Polmard          |           | Profession intermédiaire administrative de la fonction publique |

## Équipements et services publics
La commune s'est dotée d'une nouvelle mairie en 2003.

### Eau et déchets
L’adduction d'eau potable est assurée par le syndicat  des eaux de Villotte-sur-Aire, Gimecourt ET Ville-devant-Belrain.

## Population et société

### Démographie
L'évolution du nombre d'habitants est connue à travers les recensements de la population effectués dans la commune depuis 1793. Pour les communes de moins de 10 000 habitants, une enquête de recensement portant sur toute la population est réalisée tous les cinq ans, les populations de référence des années intermédiaires étant quant à elles estimées par interpolation ou extrapolation. Pour la commune, le premier recensement exhaustif entrant dans le cadre du nouveau dispositif a été réalisé en 2008.

En 2022, la commune comptait 212 habitants, en évolution de +8,72 % par rapport à 2016 (Meuse : −4,4 %, France hors Mayotte : +2,11 %).
| 1793 | 1800 | 1806 | 1821 | 1831 | 1836 | 1841 | 1846 | 1851 |
| ---- | ---- | ---- | ---- | ---- | ---- | ---- | ---- | ---- |
| 380  | 413  | 418  | 439  | 469  | 515  | 528  | 527  | 525  |

| 1856 | 1861 | 1866 | 1872 | 1876 | 1881 | 1886 | 1891 | 1896 |
| ---- | ---- | ---- | ---- | ---- | ---- | ---- | ---- | ---- |
| 517  | 485  | 461  | 399  | 381  | 335  | 338  | 337  | 313  |

| 1901 | 1906 | 1911 | 1921 | 1926 | 1931 | 1936 | 1946 | 1954 |
| ---- | ---- | ---- | ---- | ---- | ---- | ---- | ---- | ---- |
| 289  | 289  | 268  | 247  | 213  | 212  | 210  | 182  | 190  |

| 1962 | 1968 | 1975 | 1982 | 1990 | 1999 | 2006 | 2008 | 2013 |
| ---- | ---- | ---- | ---- | ---- | ---- | ---- | ---- | ---- |
| 166  | 139  | 317  | 340  | 215  | 209  | 190  | 184  | 193  |

| 2018 | 2022 | - | - | - | - | - | - | - |
| ---- | ---- | - | - | - | - | - | - | - |
| 205  | 212  | - | - | - | - | - | - | - |

### Cultes
Pour le culte catholique, le village relève de l' archiprêtré de Commercy et du doyenné de Pierrefitte[réf. nécessaire].

## Culture locale et patrimoine

### Lieux et monuments

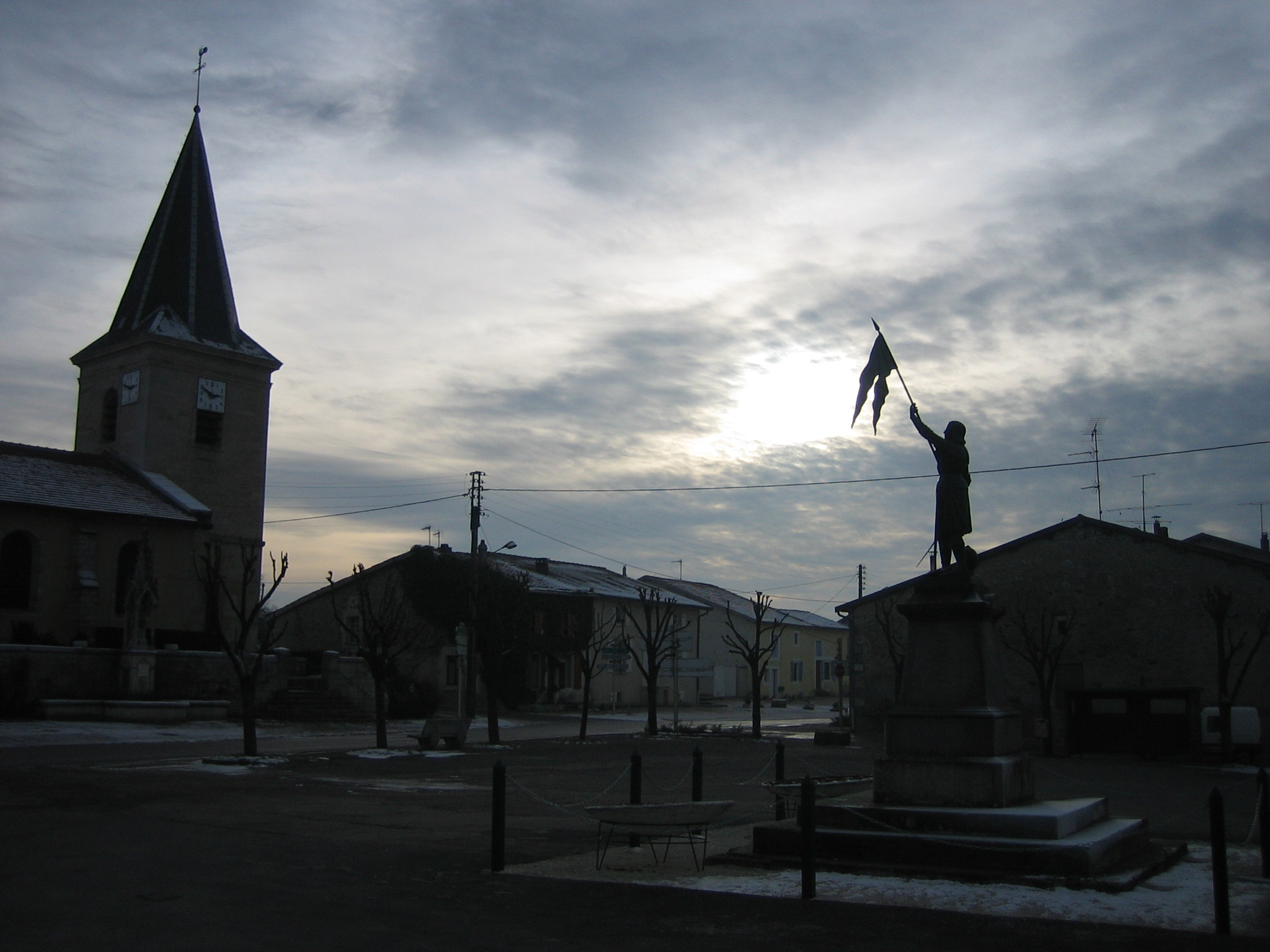
Église et Statue de Jeanne d'Arc.

- Une statue de Jeanne d'Arc est érigée sur la place centrale.

La statue de cette sainte et héroïne nationale, symbole, après la défaite de 1870, de la patrie que l'on défend, a été offerte à la commune par deux de ses enfants, les abbés Jean-Baptiste et François Victor Raulx et fait office de monument aux morts du village.
- Église Saint-Ludmer ou Lumier, datée de 1762, date de sa reconstruction.

L’église de Villotte placée sous le vocable de saint Lumier, patron de la paroisse, réparée plusieurs fois en 1694 et en 1710 (Arch. Dép. cote 4H88) a été reconstruite en 1762. Dominant le village, elle est érigée sur un tertre, tout comme les dolmens qui, à l’époque du culte druidique, surplombaient les lieux environnants ; ne dit-on pas que c’est sur la montagne sacrée que la parole fut révélée ? On accède au parvis et à l’ancien cimetière par un escalier en pierre de dix marches, autrefois encadré de deux pilastres surmontés chacun d’un pinacle. Ces deux éléments ont aujourd’hui disparu, probablement détruits lors du bombardement de 1940.
Sans style particulier et sans réelle valeur du point de vue archéologique, son implantation et son orientation ne sont pas dues au hasard mais relèvent du symbolisme médiéval et sont conformes aux constitutions apostoliques. En effet, depuis des temps reculés, sauf rares exceptions, l’Église catholique romaine oriente ses églises suivant un axe allant du levant au couchant du soleil. Le chœur de l’église de Villotte, comme pour toutes les anciennes églises, est orienté vers la lumière, vers le point du lever du soleil au jour de l’anniversaire du saint à qui est dédié le sanctuaire.
Le porche franchi, on entre de plain-pied dans la nef par une large porte orientée à l’ouest et couverte par les boiseries de la tribune sur laquelle, jadis, étaient installées les orgues (voir plus loin le paragraphe concernant cet instrument). De là s’offre au regard une perspective d’ensemble de l’intérieur de l’église. Celle-ci est donc constituée d’une nef rectangulaire divisée en quatre travées avec voûte en plein cintre supportée par des colonnes monolithes à chapiteaux, de deux bas-côtés et d’un transept non saillant. Le baptistère est placé sur le côté nord, près de l’entrée de la nef ; celui qui veut entrer dans les voies de la religion chrétienne, qui vient du monde des ténèbres – le nord – doit être baptisé, purifié, avant de connaître l’embrasement de la lumière. Au sol, une sorte de pavé mosaïque noir et blanc symbolise les joies et les peines. Les dalles blanches signifiant les pensées et les actes faits pour l’amour de Dieu et les bonnes actions, les dalles noires pour les mauvaises. Le sol des bas-côtés est, quant à lui, recouvert de grandes dalles de pierre. Le chœur, auquel on accède par deux marches est prolongé par une abside semi-circulaire, l’ensemble a été reconstruit et allongé vers 1845. Autrefois, le chœur et la nef étaient séparés par une petite grille (autrefois appelée "prône") qui a disparu au cours des ans. Le maître-autel, surélevé de trois marches, symbole de la Sainte Trinité - le Père, le Fils et l’Esprit Saint - est surmonté de deux anges en adoration. Sur les murs de l’abside, on peut voir de simples panneaux de chêne qui constituent le mobilier.
L’ensemble de l’édifice est éclairé par des fenêtres romanes ébrasées. Les vitraux ne sont plus d’origine. Détruits lors du bombardement de juin 1940, ils ont été remplacés en plusieurs étapes à partir de 1947. À l’extérieur, entre chaque fenêtre, de part et d’autre du bâtiment, les murs en pierres sont consolidés par trois épais contreforts destinés à contenir la poussée des voûtes. Dans le transept, près du mur du collatéral nord, se trouve un autel dédié à saint Joseph. À l’opposé, également dans le transept, près du mur du collatéral Sud, on peut voir un autre autel dédié à la Vierge Marie. Cet autel est surmonté par un tabernacle en pierre sur lequel repose une statue très ancienne, retrouvée dans le cimetière, et qui fut restaurée en 1956 par M. Leroy, sculpteur à Chauvoncourt, et qui provient très probablement de l’ancienne église. Au pied, on peut voir une dalle funéraire, en marbre noir, gravée en l’honneur de l’abbé Nicolas-Basile Laviron décédé le 24 février 1842 et dont le cœur repose dans la table de marbre de l’autel. On peut y voir un cœur enflammé avec, de part et d’autre, un ange en adoration.
Quant au clocher carré, massif, il est néanmoins intéressant par sa rustique simplicité. Sa flèche, symbole de l’élan de l’âme des fidèles, de la foi qui s’élève vers Dieu, est surmontée d’un coq. Composé de plusieurs pièces de cuivre ou de tôles martelées et soudées, cet animal, emblème chrétien de la vigilance et de la prière, est le symbole universel de la lumière naissante puisqu’il annonce par son chant matinal le lever du jour. C’est aussi le coq gaulois, symbole le l’appartenance à la nation française. Celui de Villotte a connu plusieurs mésaventures. Le premier a été arraché en même temps que la flèche, en 1915, par un ballon dirigeable allemand et remplacé en 1920. Après 81 ans de bons et loyaux services il était nécessaire d’intervenir à nouveau et c’est en juin 2001 qu’un nouveau coq a été installé.
Au pied du clocher, dans le porche, subsistent encore, gravées dans le marbre et la pierre, quelques pages de l'histoire de cette église. Dans un angle, face à l'entrée de la nef, on remarque :
Un buste en fonte sur un socle de pierre, datant de 1938, élevé à la mémoire de monseigneur Émile-Christophe Enard.
Une plaque de l'ancienne église, datée 1750, dont voici la retranscription : "Anne Hardy fille de Jean Hardy et de Françoise Pierrot vivants habitants de cette paroisse a fondé deux messes hautes l'une du très Saint-Sacrement à dire annuellement et à perpétuité chaque jeudy de chacun mois de l'année à la fin de laquelle se doit donner la bénédiction, et le lendemain l'autre messe haute de requiem pour le repos de son âme et de celle de ses père mère et parents, de laquelle fondation il est passé acte pardevant Me. Hannecart et son confrère notaires entre Me. Miedard advocat es siège de Bar son exécuteur testamentaire et les fabriciens de cette église le 5 aoust 1750.
Dans le porche, également, contre le mur sud, face à l'entrée, se trouve un monument funéraire rappelant l'obit fait, en 1724, par Jean Pierrot et Lucie Collignon, de douze messes annuelles du Saint-Sacrement. Ce monument, datant également de l'ancienne église, est surmonté de deux anges en adoration devant le Saint-Sacrement exposé ; au soubassement, on y voit les insignes de la mort (2 os entrecroisés surmonté d'un crâne).
Dans ce même clocher, tout en haut, dans l’enchevêtrement des poutres, on trouve celles qui ponctuent le rythme de la vie du village, qui annoncent les événements, tristes ou joyeux, qui invitent à la prière, qui signalent les dangers et les incendies, ce sont les cloches. Elles sont mises en place, l’ensemble pesant un peu plus de deux tonnes, le 4 août de 1885 :
Sous l’apostolat de l’abbé Quetsch, Curé de Villotte.
Sous l’administration de MM. : Me
Raulx Adolphe, Conseiller Général.
Devilliers Alexandre, Maire de Villotte.
Thirion Jules, Adjoint.
Les Conseillers Municipaux : A.Enard, C.Lalmand, C.Chaillon, C.Thirion, M.François, T.Nicolas.
La plus petite se nomme VICTORIA.
Parrain : E.ENARD DN.GONDRECOURT.
Marraine: V.HENRION, EP. C.THIRION.
La moyenne a pour nom VICTORINE.
Parrains : G.VILLAUME / R.LARCHER.
Marraine: V.THIRION, Vve. H.MAGINOT
La grosse porte le nom de FLORENTINE.
Parrain : J-B.RAULX DN. VAUCOULEURS.
Marraine: F.THONIN, Vve. E.MILLOT

### Personnalités liées à la commune
- Émile-Christophe Énard (1839-1907), évêque de Cahors de 1896 à 1906 puis archevêque d'Auch de 1906 à 1907, y est né.
- Le Général de Gaulle (1890-19740) s'est rendu à Villotte-sur-Aire en 1963, pour remercier les électeurs de la commune qui avaient tous voté en 1958 en faveur de son projet de Constitution de la Ve République[28].

### Héraldique
| Blason de Villotte-sur-Aire | Blason  | D'argent à la croix enhendée de gueules, au chef d'azur chargé de trois fleurs de lys d'or et à la champagne ondée d'azur. |
| Blason de Villotte-sur-Aire | Détails | Le statut officiel du blason reste à déterminer.                                                                           |